# Filip Filković
Filip Filković (Zagreb, 8. lipnja 1983.), poznatiji pod nadimkom Philatz, hrvatski je filmski redatelj i umjetnik.

## Životopis
Pokretač umjetničke organizacije Kunstterrorist te fiktivne monarhije Counterculture Monarchy of Discordianism. 2006. godine Filković započinje rad s umjetnikom i bivšim glazbenikom Jamesom Cautyem poznatijem po svojem glazbenom bendu The KLF gdje stvara umjetničke radove za zajednički projekt The Cautese National Postal Disservice koji se zatvara početkom 2009. godine. Filković je kao redatelj video spotova za poznate glazbenike u Hrvatskoj. 2009. godine nominiran je za nagradu Porin i Zlatnu Kooglu za istaknuti video spot "Eskim" grupe Vatra, video spot je svrstan među top 10 hrvatskih video spotova 2008. godine prema Tportalu. 2009. godine video spot za grupu Ramirez "Fantastično, Bezobrazno" je zabranjen na svim nacionalnim tv postajama u Republici Hrvatskoj zbog neprikladnog sadržaja, prikazivanja nasilja, alkoholiziranja te uporaba opojnih sredstava (video spot se prikazuje na postajama CMC te MTV Adria). Video spotovi "Svjetla i Sirene" (Vatra) te "Žeđam" (Zlatan Stipišić Gibonni) uvršteni su među top 10 najboljih hrvatskih video spotova u 2009. prema Tportalu. Portal Vip.hr uvrstio je Diyalin spot "Wander" na popis najboljih spotova 2011. godine. Spot "Ezoterija" benda Hladno pivo osvojio je nagradu Oktavijan na 21. Danima hrvatskog filma za najbolji glazbeni spot.
Režirao je nagrađivani kratki film Posljednji Bunar u kojem se bavi tematikom vode u budućnosti. U filmu glume Alen Liverić, Mia Biondić i Ozren Grabarić. Režira dokumentarne serijale Lovac na bilje, Slatka Kuharica, Dulum zemlje, Zanat i Ideja uspona.

## Filmografija
Kratkometražni film
- Posljednji Bunar (2017.)

Dokumentarni serijal
- Ideja uspona (2021. - )
- Zanat (2021. - )
- Dulum zemlje (2021. - )
- Lovac na bilje (2015. - )
- Slatka Kuharica (2015. - )
- Šumski Kuhar (2014. - )
- Infiltracija (2014. - )

## Videospotovi (izbor)
| - Vatra ft. Massimo - Nama se nikud ne žuri (2018.) - Gibonni - Nisi više moja bol (2018.) - Tonka - Vedro (2018.) - Aljoša Šerić - Glup (2018.) - Massimo - Lice Varalice (2018.) - Side Project - Lonely Boys (2017.) - Boris Štok - Voli me još ovu noć (2017.) - Saša Lozar - Tajno (2017.) - Nina Kraljić - Lighthouse (2016.) - Gibonni - Udica (2016.) - 2Cellos - Show must go on (2016.) - The Frajle - Menjam dane (2015.) - Irena Žilić - Cricket and mouse (2015.) - Vatra - Saturn (2014.) - Vatra - Tango (2014.) | - The Frajle - Pare vole me (Gramophonedzie remix) (2013.) - Gibonni - 20th Century Man (2013.) - Gibonni - Hey Crow (2013.) (kamera, scene, kompoziting) (Dir. Zdenko Basic) - Reverse Engineering feat Diyala - Heart Juice (2012.) - Edo Maajka - Panika (2011.) - Gibonni - Vesla na vodi (2011.) (režija: Zdenko Bašić i Manuel Šumberac) - Vatra feat.Damir Urban - Tremolo (2011.) - Hladno pivo - Ezoterija (2011.) - Ex Mozartine feat. Damir Urban - Glas Jeka (2011.) - Gibonni - Toleranca (2010.) (režija: Zdenko Bašić i Manuel Šumberac) - Gibonni - Žeđam (2009.) (režija: Zdenko Bašić i Manuel Šumberac) - Ramirez - Fantastično, bezobrazno (2009.) - Lollobrigida - Volim te (2009.) - Vatra - Eskim (2008.) |

## Značajniji umjetnički radovi
- Hadden Science, 2006.
- Kunstterrorist Organisation, 2003.
- EuroCanada, 2009.
- Dobra Voda, 2016.
- The Last Well, 2017.